# Stadtwerke Aschaffenburg
Die Stadtwerke Aschaffenburg (STWAB) (auch: STA und Stadtwerke Aschaffenburg kommunale Dienstleistungen) sind das kommunale Ver- und Entsorgungsunternehmen der Stadt Aschaffenburg. Neben der Versorgung mit Strom, Gas, Wärme und Wasser gehört auch die Müllentsorgung zu den Aufgaben der Stadtwerke. Außerdem sind die Stadtwerke als Verkehrsunternehmen für den ÖPNV in Aschaffenburg zuständig. Die Energieversorgung wird über die Tochtergesellschaft Aschaffenburger Versorgungs-GmbH (AVG) geleistet. Des Weiteren errichten und betreiben die Stadtwerke Aschaffenburg Parkhäuser, Tiefgaragen, Bäder und die Eissporthalle in Aschaffenburg.

## Unternehmen
Zum Unternehmensverbund Stadtwerke Aschaffenburg gehören die Aschaffenburger Versorgungs-GmbH (AVG) mit der Strom-, Gas-, Wasser- und Wärmeversorgung sowie die Aschaffenburger Bäder und Eissporthallen-GmbH (ABE) mit dem Betrieb von Freibad, Hallenbad und Sauna sowie der Eissporthalle in Aschaffenburg. Außerdem sind die Stadtwerke Aschaffenburg im Bereich der Abfallentsorgung und Straßenreinigung tätig. Das Unternehmen stellt die Verkehrsinfrastruktur für den öffentlichen Personennahverkehr, wobei die Anstellung der Busfahrer von der Stadtwerke Aschaffenburg Verkehrs GmbH (SVG) übernommen wird. Darüber hinaus betreiben die Stadtwerke drei Parkhäuser und drei Tiefgaragen. Der Werkleiter der Stadtwerke Aschaffenburg ist Stefan Maunz. Im Jahr 2022 waren 579 Angestellte für das Unternehmen tätig.

## Geschichte der Stadtwerke

### Beginn des öffentlichen Nahverkehrs in Aschaffenburg ab 1914
Im Jahr 1914 wurden erstmals öffentliche Omnibusse im Auftrag der Königlich Bayerischen Post in Aschaffenburg in Betrieb genommen. 1929 übernahm die private Aschaffenburger Autoverkehrsgesellschaft die Einrichtung des Linienverkehrs. Ab 1938 beteiligte sich die Reichspost mit einem ergänzenden Angebot für den Linienverkehr. Nach dem Zweiten Weltkrieg nahm der städtische Verkehrsbetrieb mit zwei Buslinien und Bussen des Unternehmens Büssing AG aus Braunschweig den Betrieb wieder auf. Zu dieser Zeit nutzten rund 1400 Fahrgäste täglich den Bus.

### Umstrukturierung der Stadtwerke ab 1999
1999 informierten die Stadtwerke Aschaffenburg über die geplante Umwandlung der Stadtwerke Aschaffenburg in eine neue Unternehmensform. Im Dezember desselben Jahres stimmten die Mitglieder des Aschaffenburger Werksenats im Rahmen eines Grundsatzbeschlusses der geplanten Umwandlung der Stadtwerke Aschaffenburg in eine Kapitalgesellschaft zum 1. Januar 2000 zu. Der Eigenbetrieb sollte als eine Holding mit den Tochterunternehmen Strom, Gas, Wasser und Fernwärme als einem Unternehmenszweig sowie den Verkehrsbetrieben als zweiten Bereich strukturiert werden. Die Parkhäuser blieben im Eigenbetrieb, ebenso die Gesellschaftsanteile der neu zu gründenden Gesellschaften.
2002 erfolgte die Ausgliederung der Versorgungszweige Strom, Gas, Wasser und Fernwärme in die Aschaffenburger Versorgungs-GmbH (AVG). Ebenso übernahm die Stadtwerke Aschaffenburg Verkehrs GmbH (SVG) als hundertprozentige Tochtergesellschaft der Stadtwerke Aschaffenburg das Fahrpersonal der Stadtwerke über einen Personalüberlassungsvertrag. Im Rahmen einer öffentlich-privaten Partnerschaft kooperierten die Stadtwerke Aschaffenburg mit der VKraftwerks-Betriebs GmbHV (KB), einem vierzigprozentigen Tochterunternehmen der AVG, sowie der Emde AVAB Abfallverwertungsgesellschaft mbh, Aschaffenburg. Zum Gründungszeitpunkt waren die Stadtwerke Aschaffenburg außerdem zur Hälfte an der Gesellschaft für Bio-Abfallwirtschaft in Landkreis und Stadt Aschaffenburg mbH (GBAB) beteiligt. Zudem brachten sich die Stadtwerke zu 6,25 Prozent in das Gemeinschaftskraftwerk Schweinfurt (GKS) ein. Im Juli 2014 untersagte das Bundeskartellamt die 17,5-prozentige Beteiligung der Mainova AG an der AVG, da der Zusammenschluss eine marktbeherrschende Stellung beim Gasabsatz verstärken könnte.

### Entwicklung der Stadtwerke ab 2008
Ab 2008 beteiligten sich die Aschaffenburger Stadtwerke an Gesprächen über einen Einstieg bei der KVG. Das Unternehmen hat seinen Sitz in Schöllkrippen im Landkreis Aschaffenburg und beförderte zu dieser Zeit auf 13 Buslinien, die zum Teil in den Main-Kinzig-Kreis hineinreichen, rund vier Millionen Menschen im Jahr. 2014 feierten die Stadtwerke Aschaffenburg das hundertjährige Jubiläum des Busverkehrs sowie das 65-jährige Bestehen der Verkehrsbetriebe. Im Folgejahr übernahmen der Kreis Aschaffenburg, die Stadtwerke Aschaffenburg und die Gemeinden Alzenau, Schöllkrippen, Kahl und Karlstein die Anteile des Freistaats an der Kahlgrund Verkehrs-GmbH (KVG) über die KVG Beteiligungs GmbH (67 Prozent). Die DB Regio AG hielt als weiterer Gesellschafter 33 Prozent der Anteile. Im Herbst 2015 gab die Entega bekannt, ihre AVG-Anteile (rund 15 Prozent) an die Stadtwerke Aschaffenburg zu verkaufen.
2018 bezogen die Mitarbeiter der Stadtwerke Aschaffenburg ein neues Verwaltungsgebäude auf dem Werksgelände der Stadtwerke. Das vorher benutzte Gebäude – eine Stahl- und Glaskonstruktion aus dem Jahr 1972 – hatte keine Wärmedämmung und verursachte deshalb einen hohen Energieverbrauch sowie einen erhöhten Kühlungsbedarf im Sommer.
Im Jahr 2021 verlängerte die Stadt Aschaffenburg den Konzessionsvertrag für das Fernwärmenetz der AVG für weitere 20 Jahre sowie für das Wassernetz für weitere 40 Jahre.

## Unternehmensbereiche

### Trinkwasserversorgung und Wassernetz
Im Rahmen der Trinkwasserversorgung nahmen die Stadtwerke Aschaffenburg seit 1986 Ausnahmeregelungen in Anspruch, da der Nitratgehalt über dem Grenzwert von 50 Milligramm pro Liter Wasser lag. Die Sondergenehmigungen wurden unter der Voraussetzung erteilt, die Trinkwasserqualität kurzfristig zu verbessern (etwa durch eine Aufbereitungsanlage). In der Folge stellten die Stadtwerke Aschaffenburg einen Antrag für die Erweiterung des Wasserschutzgebiets (Großostheim, Teile Niedernbergs sowie Gewerbe- und Industriegebiete). Zudem forderten die Stadtwerke ein Verbot des Kiesabbaus in dem erweiterten Gebiet. Des Weiteren planten die Stadtwerke für 1998 die Inbetriebnahme einer neu gebauten Wasseraufbereitungsanlage. Im Rahmen des „Aschaffenburger Sanierungsmodells“ setzten die Stadtwerke darüber hinaus auf die Zusammenarbeit mit den Landwirten – durch finanzielle Förderung wurde die Umwandlung von Ackerland in Grünland oder eine extensive Ackernutzung angestrebt.
Im Dezember 1999 ging die städtische Aufbereitungsanlage der Stadtwerke in Betrieb. In der Anlage wird das Brunnenwasser in drei Stufen aufbereitet – die Gesamthärte des Wassers wird zunächst durch Entcarbonisierung reduziert; im nächsten Schritt wird der Nitratgehalt im Rahmen eines biologischen Prozesses aus dem enthärteten Wasser gesenkt. Zuletzt werden Spurenstoffe, wie beispielsweise Pestizide, mittels Aktivkohlefiltration entfernt.
Im Frühjahr 2023 nahmen die Stadtwerke den siebten öffentlichen Trinkbrunnen in Aschaffenburg in Betrieb.

### Energie sowie Strom- und Gasnetze
Die Stadtwerke Aschaffenburg führten 1997 eine kostenorientierte Einspeisevergütung für die in Photovoltaikanlagen erzeugte Energie ein. 2010 starteten die Stadtwerke durch die Inbetriebnahme des ersten Biomasseheizkraftwerks die Umstellung der Wärmeversorgung von Erdgas auf erneuerbare Energie. Zehn Jahre später wurde ein weiteres Heizwerk von Erdgas auf Biomasse (überwiegend Hackschnitzel und Rinde sowie Schnittgut) umgestellt. Die Abwärme des Turbinendampfes der Heizkraftwerke wird an das Fernwärmenetz im Stadtteil Leider, an Schulen und Gewerbebetrieben sowie an die öffentlichen Gebäude in der Aschaffenburger Oberstadt abgegeben.
Der Gewinn der AVG, die für die Strom-, Gas-, Wärme- und Wasserversorgung verantwortlich ist, betrug 2022 13,1 Millionen Euro. 2023 begannen die Stadtwerke mit der Planung des Ausbaus von Freiflächen-Solarkraftwerken.

### Freizeit: Betrieb der Schwimmbäder, der Sauna und der Eissporthalle
2003 wurde die Bäder- und Eissporthallen GmbH als Tochtergesellschaft gegründet. Das Unternehmen übernahm den Betrieb der Schwimmbäder, der Sauna und der Eishalle der Stadt. Ab Herbst 2007 sanierten und modernisierten die Stadtwerke das Hallenbad und die Sauna in Aschaffenburg.
Das Hallenbad verfügt über ein 25 Meter langes Sportbecken mit Ein- und Drei-Meter-Sprungbrettern, ein Lehrschwimmbecken sowie einen Liegebereich. Das Hallenbad ist auch mit einem Kinderbecken ausgestattet. Ebenfalls befindet sich der Saunabereich im Hallenbad. Das Freibad verfügt über ein Sportbecken (50 Meter), ein Nichtschwimmerbecken (1550 Quadratmeter), ein Sprungbecken sowie ein Planschbecken. Die Eissporthalle umfasst eine Eisfläche mit 30 × 60 Metern.

### Mobilität
Im Frühjahr 2007 begannen die Stadtwerke Aschaffenburg unter Bezuschussung des Freistaates Bayern mit dem Neubau des westlich an den Bahnhof angrenzenden Regionalen Omnibusbahnhofs. Zum Dezember 2018 führten die Stadtwerke für eine Laufzeit von zwei Jahren einen kostenlosen Nahverkehr an einem Tag in der Woche ein. Seit 2022 setzen die Stadtwerke drei Elektro- und 13 Hybridbusse im ÖPNV ein (Stand 2022). Im Februar 2023 bestellten die Stadtwerke für den zukünftigen Einsatz 12 Wasserstoffbusse.
Da nachts kein Busverkehr stattfindet, ergänzt das Unternehmen den ÖPNV zu dieser Zeit durch ein Anruf-Sammel-Transport (ASTflex). Im Nahverkehr beförderten die Stadtwerke 2022 5,16 Millionen Personen (Vorjahreswert: 4,39 Millionen). Die Stadtwerke sind darüber hinaus für die Bereiche Car- und Bikesharing im Stadtgebiet tätig.
Seit 2022 entwickeln die Stadtwerke im Rahmen einer „Wasserstoff-Strategie“ die Umstellung der kommunalen Mobilität (etwa Müllfahrzeuge oder ÖPNV) auf Wasserstoff. Hierfür betreibt das Unternehmen unter anderem eine Wasserstofftankstelle auf dem Gelände der städtischen Verkehrsbetriebe.
Mit Stand April 2025 besteht der Fuhrpark der Stadtwerke Aschaffenburg aus 64 Bussen folgender Typen:
| Hersteller    | Typ                          | Anzahl | Wagennummer                                     | Bild |
| ------------- | ---------------------------- | ------ | ----------------------------------------------- | --- |
| Mercedes-Benz | O 530 Citaro                 | 01     | 158                                             | |
| Mercedes-Benz | O 530 Citaro II „Facelift“   | 07     | 160 168 bis 173                                 | |
| Mercedes-Benz | O 530 Citaro G II „Facelift“ | 02     | 161 bis 162                                     | |
| Mercedes-Benz | Citaro C2                    | 22     | 174 bis 176 178 bis 187 189 bis 194 197 bis 198 | |
| Mercedes-Benz | Citaro C2 hybrid             | 07     | 196 199 207 209 216 bis 2018                    | |
| Mercedes-Benz | Citaro C2 G hybrid           | 06     | 205 210 212 bis 215                             | |
| Solaris       | Urbino 12 III                | 04     | 164 bis 167                                     | |
| Solaris       | Urbino 12 electric           | 03     | 219 bis 221                                     | |
| Solaris       | Urbino 12 hydrogen           | 10     | 238 bis 244 247 bis 249                         | |
| Solaris       | Urbino 18 hydrogen           | 02     | 245 bis 246                                     | Bild gesucht Die Wikipedia wünscht sich an dieser Stelle ein Bild. Falls du dabei helfen möchtest, erklärt die Anleitung , wie das geht. |
| Gesamt        |                              | 64     |                                                 | |

### Stadtreinigung und Abfallbeseitigung
2007 wurde im Kompostwerk der Stadtwerke Aschaffenburg eine Vergärungsanlage gebaut, um die gesammelten Bioabfälle aus dem Stadt- und Landkreis Aschaffenburg in Biomethangas umzuwandeln und dieses dann für die Stromerzeugung zu verwenden. Nach eigener Aussage werden 70 Prozent der Abfälle als Wertstoffe recycelt. Neben der Abfallbeseitigung übernehmen die Stadtwerke auch die Stadtreinigung.

### Service
Im Dezember 2016 führten die Stadtwerke im Stadtgebiet Aschaffenburg ein öffentliches WLAN ein, das von der AVG bereitgestellt wird. Zwei Jahre später wurde das öffentliche WLAN durch in Bussen installierte Access Points ergänzt. Es besteht ein Dienstleistungszentrum („Servicecenter“) der Stadtwerke in Aschaffenburg.

### Digitales Gründerzentrum
Seit 2019 betreiben die Stadtwerke Aschaffenburg ein digitales Gründerzentrum (DGZ) auf dem Gelände der Aschaffenburger Versorgungs-GmbH. Das Zentrum soll Gründer und Unternehmen verbinden und wird von digitalen Start-up-Unternehmen genutzt.

### Parken
Die Stadtwerke betreiben in Aschaffenburg drei Parkhäuser sowie drei Tiefgaragen. Die Parkhäuser sind mit öffentlichen Ladestationen für Elektroautos ausgestattet. Stand 2023 befindet sich ein weiteres Parkhaus in Bau; dieses verfügt über 450 Stellplätze, die zur Hälfte mit E-Ladestationen ausgestattet sind.

## Mitgliedschaften und Beteiligungen
Die für die Energieversorgung zuständige Sparte AVG ist Mitglied im 2023 in Kritik geratenen Lobbyverband Zukunft Gas. Das Unternehmen ist außerdem Mitglied im Verband kommunaler Unternehmen und im Deutschen Verein des Gas- und Wasserfaches e.V.
Die Stadtwerke Aschaffenburg unterhalten Beteiligungen an folgenden Unternehmen:
- Aschaffenburger Bäder und Eissporthallen GmbH, die den Betrieb des Hallen- und Freibades sowie der Sauna und der Eissporthalle in Aschaffenburg übernimmt.[66]
- Aschaffenburger Versorgungs-GmbH (AVG), die im Bereich der Energieerzeugung, dem Netzbetrieb, der Versorgung mit Strom, Gas, Wärme und Wasser sowie der Erzeugung von erneuerbarer Energie tätig ist.[67] Die Aschaffenburger Versorgungs-GmbH unterhält Beteiligungen an der Südwestdeutschen Stromhandels GmbH (SWS) in Tübingen sowie weitere Beteiligungen an der Bürger Energie Aschaffenburg eG (BEA) und der Energieallianz Bayern GmbH & Co. KG, Hallbergmoos[68] über die Beteiligungen an der Solarenergie Bayern GmbH & Co. KG sowie an Windparks bestehen.[69][70][71]
- Gesellschaft für Bio-Abfallwirtschaft in Landkreis und Stadt Aschaffenburg mbH (GBAB), die in den Bereichen Bau und Betrieb der Müllumladestation sowie dem Betrieb des Kompostwerkes tätig ist.[72]
- Gemeinschaftskraftwerk Schweinfurt GmbH (GKS), dessen Unternehmensbereich die Müllverbrennung sowie die Strom- und Wärmeerzeugung umfasst.[73][74]
- Stadtwerke Aschaffenburg Verkehrs GmbH, die eine Beteiligung an der KVG Beteiligungs GmbH, Aschaffenburg unterhält.[75]

- Verkehrsgemeinschaft am Bayerischen Untermain GmbH (VAB), die den öffentlichen Personennahverkehr in den Städten Aschaffenburg und Alzenau sowie den Landkreisen Aschaffenburg und Miltenberg gestaltet.[76] Im Rahmen dieser Verkehrsgemeinschaft kooperieren die Stadtwerke Aschaffenburg mit der Kahlgrund Verkehrs-GmbH (KVG) und der Verkehrsgesellschaft mbH Untermain (VU) mit einem gemeinsamen Tarifsystem sowie einem Gemeinschaftsfahrplan.[77][78]

Die AVG ist darüber hinaus Gesellschafter der Energieallianz Bayern GmbH & Co. KG.